# Marian Lichtman
Marian Lichtman (ur. 30 marca 1947 w Łodzi) – polski kompozytor, perkusista i wokalista.
Wraz z Krzysztofem Krawczykiem, Sławomirem Kowalewskim, Jerzym Krzemińskim i Bogdanem Borkowskim stworzył w 1963 zespół Trubadurzy. Należy do grona czołowych polskich przedstawicieli tworzących utwory w stylu scat, charakteryzującym się dźwiękonaśladowczym sposobem śpiewania.

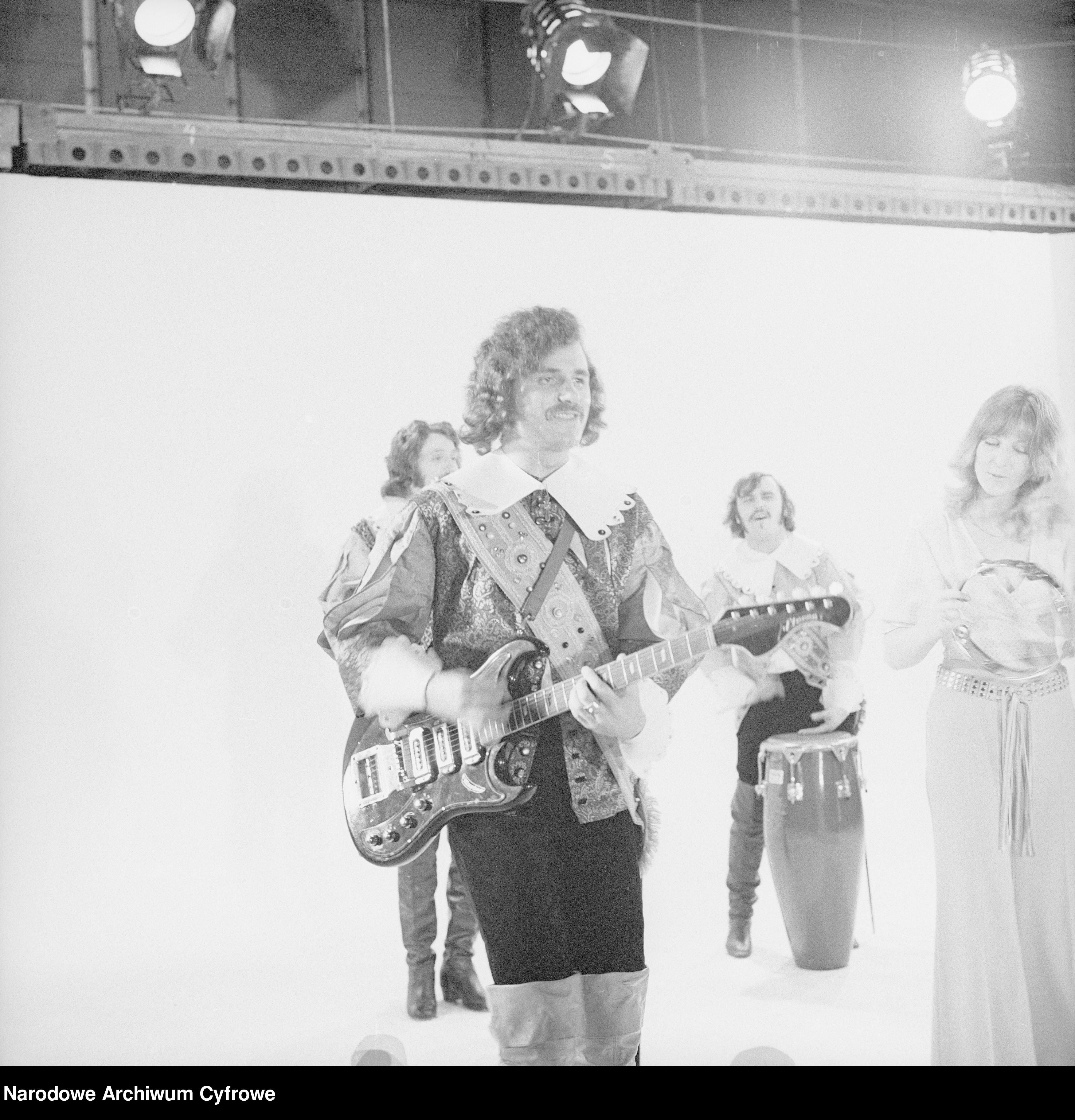
Nagranie teledysku zespołu Trubadurzy. Na pierwszym planie wokalista Krzysztof Krawczyk, z prawej wokalistka Halina Żytkowiak, w tle z prawej perkusista Marian Lichtman (1972)

## Życiorys
Urodził się w Łodzi w rodzinie żydowskiej, jako syn Stanisława (zm. 1994) i Anny Lichtmanów (zm. 1995).
Ukończył XXVII Liceum Ogólnokształcące im. Icchoka Pereca w Łodzi.
Jego rodzice, w 1969 stali się ofiarami antysemickiej nagonki ze strony władz PZPR, przez co zmuszeni byli zamknąć swój sklep w Łodzi (sprzedawali galanterię skórzaną), sprzedać swój dobytek i wyemigrować z Polski; wyjechali do Danii.
W 1960 zajął drugie miejsce na Festiwalu Młodych Talentów w Sopocie. W 1963 wraz z Krzysztofem Krawczykiem, Sławomirem Kowalewskim, Jerzym Krzemińskim i Bogdanem Borkowskim założył zespół Trubadurzy. Byli popularną grupą bigbitową, łączącą elementy rocka z polską muzyką ludową. Z Trubadurami wylansował wiele przebojów, m.in. „Kasia”, „Znamy się tylko z widzenia”, „Krajobrazy”, „Byłaś tu”, „Kim jesteś”, „Ej, Sobótka, Sobótka”, „Cóż wiemy o miłości” i „Przyjedź mamo na przysięgę”.
W 1967 po odejściu Jerzego Krzemińskiego i Bogdana Borkowskiego do zespołu No To Co wraz z Krawczykiem i Mikołajczyk stworzyli eksperymentalny zespół Izomorf 67. Po kilku miesiącach wraz z Krawczykiem wrócili do Trubadurów. W 1974 na pewien czas rozstał się z zespołem i wyjechał do Danii – zamieszkał w Kopenhadze. Zapisał się tam do szkoły jazzu, a także podszkolił swój angielski i nauczył się języka duńskiego. Występował w składzie skandynawskiej supergrupy Mosala Dosa u boku Randy’ego Castillo i Marilyn Mazur. Dwa lata później dołączył jako perkusista do zespołu Red Square. Otworzył także muzyczny klub „Roxana”, w którym organizował koncerty.
Na początku lat 90. zaczął co jakiś czas przyjeżdżać do Polski, by wspólnie koncertować z Trubadurami. W 1998 wydał wraz z zespołem dwie płyty: Zagrajmy rock and rolla jeszcze raz i Znamy się tylko z widzenia – Złote przeboje, która zyskała status Złotej Płyty. W latach 1993–1996 na antenie Polsatu w programie Disco Relax emitowane były jego piosenki biesiadne i weselne, które nagrał wspólnie ze Sławomirem Kowalewskim. Największą popularność na liście przebojów programu z tego zestawu zyskała piosenka „Zdrowie Jana". W 1999 ukazała się płyta Trubadurzy śpiewają Lichtmana, na której wykonał także samodzielnie kilka utworów: „Moje rodzinne miasteczko”, „Dla ciebie nie znaczy nic”, „Taki jazz”, „Mariana samba” i „Witamy rok 2000”.

W 2005 wraz z Trubadurami zaangażował się w kampanię wyborczą Samoobrony RP, co spowodowało, że z zespołu odszedł na kilka lat Ryszard Poznakowski. Razem z Lichtmanem w tym projekcie wystąpili: Sławomir Kowalewski, Piotr Kuźniak i Jacek Malanowski, który grał również na instrumentach klawiszowych. 

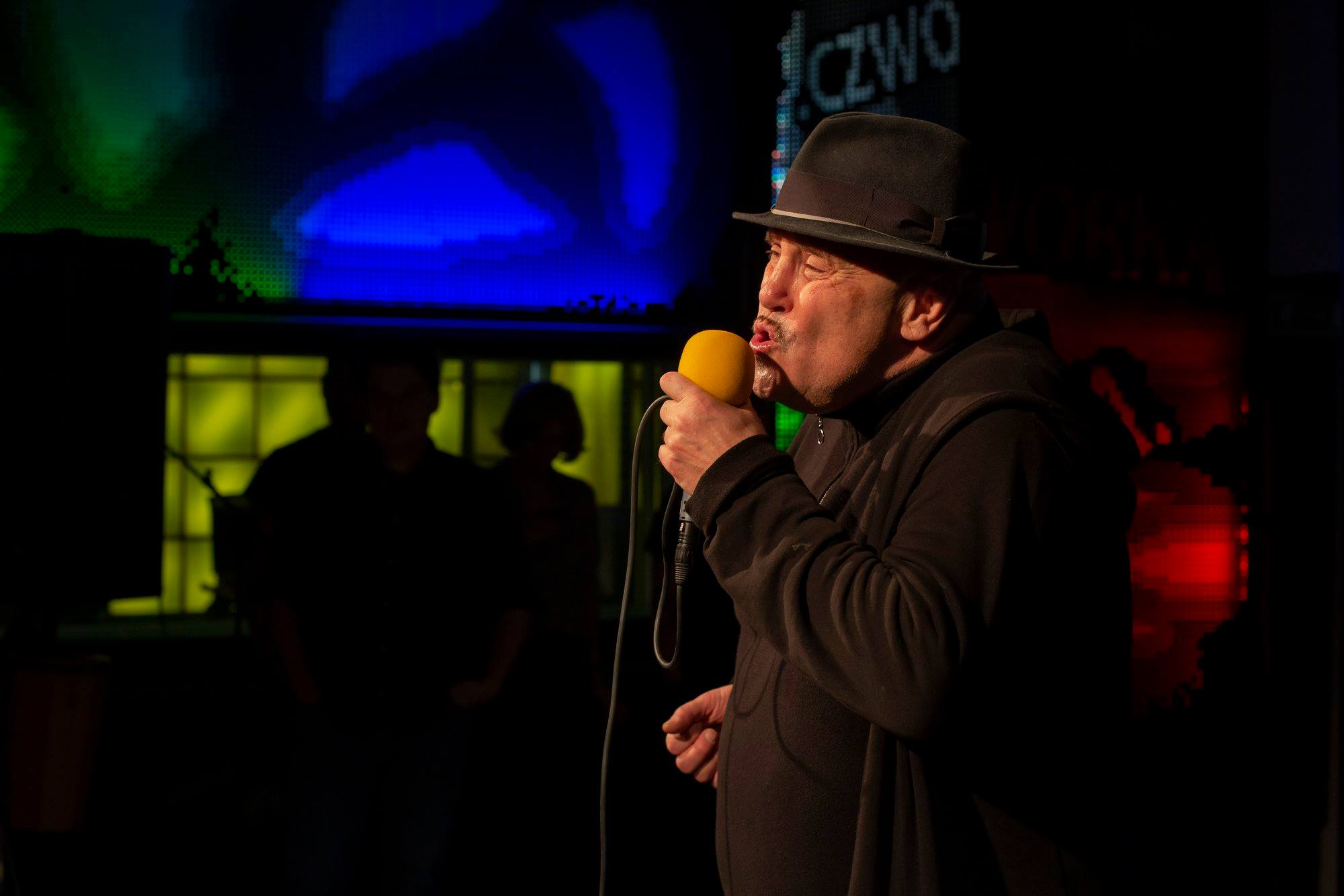
Lichtman (2018)

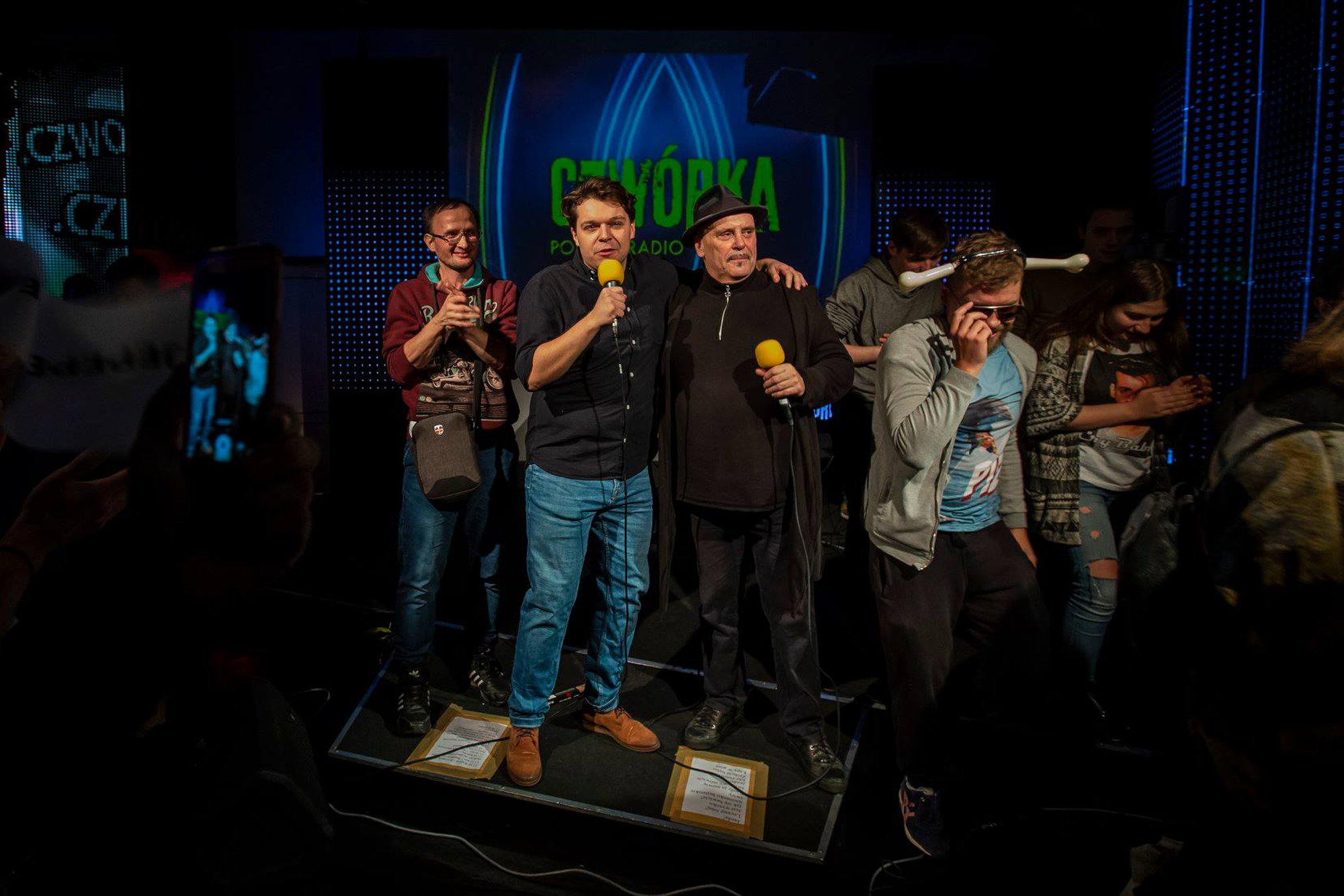
Lichtman w Czwórce Polskim Radiu podczas zlotu słuchaczy audycji „Hejterska 4”

Będąc członkiem zespołu, próbował także kariery solowej, śpiewając i nagrywając płyty z muzyką jazzową oraz dyskotekową. W 2006 nagrał z Iwoną Węgrowską piosenki „Moja zima” oraz „Mogę wszystko ci dać”. W 2008 wydał solowy album pt. Traces in the Sand, na którym znalazła się m.in. przeróbka piosenki „Znamy się tylko z widzenia”, nagrana z młodymi wykonawcami w wersji hip-hop z nieznacznie zmienionym tekstem, a także nowe utwory, m.in. „Moje lato” i „Szał pod sufitem”. Większą popularność odniosły teledyski z tej płyty umieszczone na YouTube. Utworem promującym krążek była piosenka „Call of the Desert” wykonana w stylu muzycznym – orient scat.
W 2008 wraz z zespołem nagrał piosenkę „Nic nie wychodzi”, do której powstał również teledysk promujący stronę internetową zespołu. W grudniu 2008 razem ze Sławomirem Kowalewskim stworzył płytę Imieniny z premierowymi piosenkami. Dwa utwory wraz z nimi wykonała Krystyna Giżowska.
W styczniu 2010 wraz z Trubadurami nagrał piosenkę „W zimowy wieczór”, do której powstał teledysk. W tym samym roku nagrali jeszcze wraz z Krzysztofem Krawczykiem i Krzysztofem Jerzym Krawczykiem utwór „Marynarze szos”, do którego stworzono również teledysk. W 2010 wraz z zespołem nagrał utwór „Bez Ciebie tak mi źle” wraz z wideoklipem.
W latach 2011–2013 był menadżerem Pikeja, rapera i wykonawcy muzyki hip-hop, który jest bratem Natalii Kukulskiej. Napisał także kilka tekstów do jego piosenek. Za muzykę i beaty odpowiedzialna była jego firma. W 2012 wykonał z zespołem Chanel piosenkę i teledysk pt. „Polska Samba”.
Poza działalnością w zespole Trubadurzy, nagrywa i tworzy głównie w nurcie dance (w tym także disco polo), przede wszystkim z wokalistą Zbyszkiem Lemańskim. Ich duet nosi nazwę „Maniek & LeMan. Wspólnie stworzyli płytę Impreza – piosenki na każdą okazję, wydaną w 2016. Nagrywał także i śpiewał z discopolowym zespołem Masters. Ich najbardziej znanym nagraniem jest piosenka „Tylko muzyka”. W 2018 Mr Sebii nagrał wraz z nim piosenkę „Do przodu biec”, do której powstał klip. Znany jest też z nagrywania utworów w stylu scat.
W 2018 ukazała się jego płyta Bez Ciebie tak mi źle, która jest zbiorem najlepszych – według piosenkarza – utworów z jego kariery solowej. W grudniu tego samego roku wystąpił z koncertem w radiowej Czwórce w audycji Hejterska 4 (czyt. Hejterska Cztery), podczas którego scatował m.in. do sampli Molesty, Żabsona, Hemp Gru czy Toto granych przez DJ-a Berta. W trakcie występu swoje pałeczki Lichtmanowi przekazał Michał Bryndal, perkusista zespołu Voo Voo.
W lutym 2019 wydał utwór „Dziękuję bardzo”, będący podziękowaniem dla rodziny, fanów i przyjaciół za wsparcie podczas całej swojej kariery. Cztery miesiące później ukazał się teledysk do jego utworu „Emigranci”, który powstał kilka lat wcześniej.
Pod koniec marca 2020 wydał piosenkę „La Ula La”, nagraną z gościnnym udziałem saksofonisty Witolda Ambroziaka (ps. Brozzi). W maju włączył się w drugą edycję ogólnopolskiej akcji muzycznej Hot16Challenge, w której poprzez muzykę ludzie kultury, sztuki czy polityki zachęcali do wsparcia finansowego zbiórki na rzecz walki z koronawirusem. Niespełna miesiąc wcześniej wziął udział w nagraniu piosenki pt. „Matka Ziemia – epidemia”, do której powstał również teledysk. Utwór wykonało wspólnie z nim wielu piosenkarzy i instrumentalistów (śpiewali w nim m.in.: Zbigniew Fil, Krzysztof Jaryczewski, Kasia Nova, Paweł Stasiak, Stanisław Wenglorz), którzy nagrali swoje partie z własnych domów. 23 maja na YouTube ukazała się jego piosenka „Życzenia dla medyków”, a 2 czerwca zaprezentował utwór „Nasze Reggae”, do którego zrealizował teledysk. W czerwcu i lipcu wystąpił z kilkoma kameralnymi koncertami w stylu scat pt. Marian Lichtman-Trubadur. Jepepepej. Odbywały się one w łódzkim centrum biurowo-rozrywkowo-kulturalnym Monopolis. Występy można było oglądać również w systemie pay-per-view na stronie artkombinat.pl.
W lutym 2021 ukazał się jego utwór pt. „Zippy Zap”, wykonany w stylu scat z towarzyszeniem polsko-szwajcarskiego duetu dj-skiego o nazwie „Lord & Eight". W kwietniu tego samego roku, po emisji reportaży w programie Uwaga!, ukazujących trudną sytuację bytową Krzysztofa Igora Krawczyka (syn zmarłego piosenkarza Krzysztofa Krawczyka), zaangażował się w pomoc mającą na celu poprawę jego losu. Wspierał prowadzoną przez Stowarzyszenie Integracja zbiórkę pieniężną na rzecz Krzysztofa juniora. Nagrał też z nim utwór pt. „Tato", w którym junior śpiewa o swoim ojcu. Jego premiera odbyła się we wrześniu. Lichtman napisał słowa do tej piosenki, a także skomponował do niej melodię. W tym samym miesiącu ukazała się jego piosenka pt. „Vixa", do której powstał również teledysk. Wystąpił w nim między innymi Krzysztof Krawczyk junior.
W styczniu 2022 zaśpiewał w utworze pt. „Testosteronowy Don” autorstwa SB Maffija. W piosence nagranej w stylu hip-hop wystąpili także KęKę i Włodar. 5 kwietnia tego samego roku ukazała się jego piosenka „Jak Trubadur", którą nagrał z racji 1. rocznicy śmierci Krzysztofa Krawczyka i któremu ją dedykował.
Stworzył tekst i melodię do piosenki „Mamo", którą wykonał Krzysztof Krawczyk junior. Jest ona poświęcona Halinie Żytkowiak, matce juniora. Utwór miał premierę 26 maja 2022. W marcu 2023 premierę miał teledysk do nagranej przez niego już kilka lat wcześniej piosenki „Zadzwoń, zadzwoń". W tym samym roku powstał jeszcze utwór „Co się stało z moim krajem?", który wykonał wraz z Piotrem Cajdlerem. W lutym 2025 nagrał utwór „Zróbcie hałas", do którego powstał również teledysk.

## Życie prywatne
Żonaty z Bożeną, z którą ma dwoje dzieci: Roksanę i Maksa.
W 2010 został członkiem Łódzkiego Społecznego Komitetu Poparcia Jarosława Kaczyńskiego w wyborach prezydenckich.

## Dyskografia

### Trubadurzy
- Krajobrazy (Pronit, 1968) – Złota Płyta
- Ej Sobótka, Sobótka (Pronit, 1969) – Złota Płyta
- Kochana (Pronit, 1970) – Złota Płyta
- Zaufaj sercu (Pronit, 1971) – Złota Płyta
- Będziesz Ty (Pronit, 1973) – Złota Płyta
- Znowu razem (Muza, 1973) – Złota Płyta
- Popołudnie z młodością: Trubadurzy 1991
- Znamy się tylko z widzenia (Muza), 1994
- Trubadurzy śpiewają piosenki S. Kowalewskiego (Polskie Nagrania, 1997)
- Znamy się tylko z widzenia – Złote przeboje 1998 – Złota Płyta
- Zagrajmy rock & rolla jeszcze raz (1998)
- Kochana (Polskie Nagrania, 1998)
- Będziesz Ty (Polskie Nagrania, 1998) – reedycja z 1973
- Moje rodzinne miasteczko – Trubadurzy śpiewają piosenki M. Lichtmana (Polskie Nagrania, 1999)
- Trubadurzy – Złote Przeboje (1999)
- Krajobrazy...plus...Ej, Sobótka, Sobótka (2000)
- Kochana...plus...Zaufaj sercu (2000)
- Cóż wiemy o miłości – Złota kolekcja (EMI Music Poland, 2002)
- 45 RPM: Kolekcja singli i czwórek (Polskie Nagrania, 2005)
- Gwiazdozbiór muzyki rozrywkowej (Polskie Nagrania, 2005)
- The Best – Cóż wiemy o miłości (Agencja Artystyczna MTJ, 2006)
- Polskę trzeba zLepperować (ZAiKS, 2005)
- ŁKS to drużyna nasza jest (ZAiKS, 2008) – płyta wydana z okazji 100 lecia istnienia klubu ŁKS Łódź
- Imieniny – Trubadurzy Lichtman & Kowalewski (Agencja Artystyczna MTJ, 2009)

### Kariera solowa
- Kilka singli, w tym najpopularniejszy Moja zima nagrany z Iwoną Węgrowską, 2006
- Traces In The Sand (ZAiKS, 2008)
- Bez Ciebie tak mi źle (2018)

### Płyty wydane w duetach
- Impreza – piosenki na każdą okazję (wraz ze Zbigniewem Lemańskim, 2016)

## Odznaczenia
- Złoty Krzyż Zasługi (2004)[37]
- Złoty Medal „Zasłużony Kulturze Gloria Artis” (2020)[38]
- Srebrny Medal „Zasłużony Kulturze Gloria Artis” (2016)[38][39]
- Brązowy Medal „Zasłużony Kulturze Gloria Artis” (2011)[38][40]
- Odznaka „Za Zasługi dla Miasta Łodzi” (2015)[41]
- Medal z okazji 600-lecia Łodzi (2023)[42]